# 마쓰바세역
마쓰바세역(일본어: 松橋駅)은 일본 구마모토현 우키시에 있는 규슈 여객철도 가고시마 본선의 역이다. 단선 · 섬식을 합친 복합 형태의 철도 역사이다.

## 타는 곳
| 1     | ■ 가고시마 본선 | (하행) | 야쓰시로 방면          |
| 2 · 3 | ■ 가고시마 본선 | (상행) | 구마모토 · 오무타 방면 |

## 역 주변
- 우키 시청
- 우키 시청 시라메히 지소
- 국도 제266호선

## 인접 정차역
| 규슈 여객철도 가고시마 본선 | 규슈 여객철도 가고시마 본선     | 규슈 여객철도 가고시마 본선 |
| --------------------------- | ------------------------------- | --------------------------- |
| 우토 아라오 방면            | ■ 쾌속 '구마모토 라이너' ■ 보통 | 오가와 야쓰시로 방면        |